# Múlakvísl

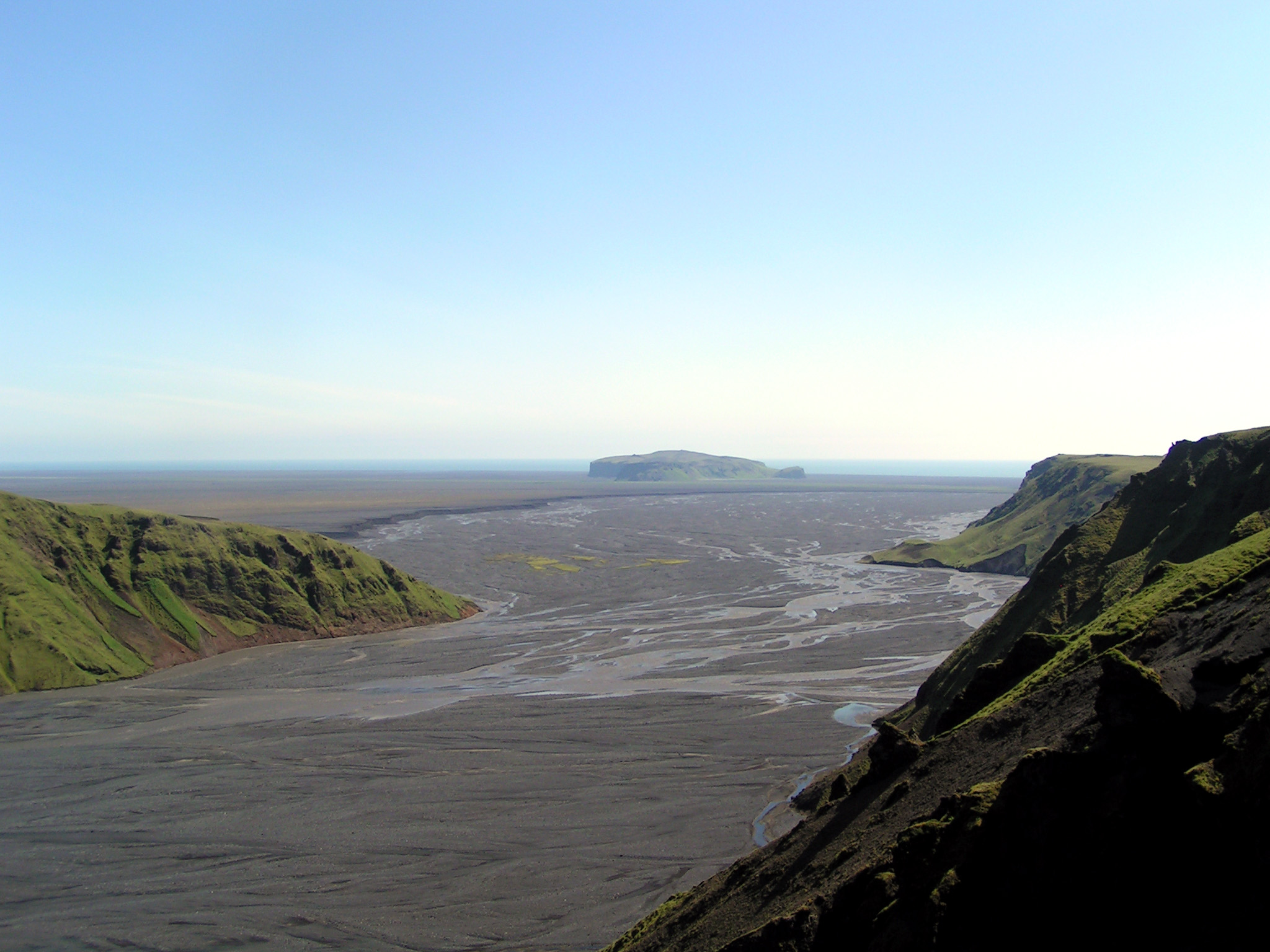
De Múlakvísl

De Múlakvísl is een rivier in het zuiden van IJsland op ongeveer 9 kilometer ten oosten van Vík. Deze rivier is een gletsjerrivier die zijn bron heeft aan de Kötlujökull, deel van de grotere Mýrdalsjökull. De Hringvegur gaat via een brug over de Múlakvísl. In 1955 deed er zich na een uitbarsting van de vulkaan Katla een gletsjerdoorbraak (IJslands: jökulhlaup) voor waarbij het debiet van de Múlakvísl steeg naar een maximale waterafvoer van 2500 m³/s en in 1918 was er zelfs nog een veel grotere gletsjerdoorbraak waarbij op het hoogtepunt gigantische vloedgolven optraden die tot maximaal 200 000 m³/s water naar zee afvoerden. De waterstand van de rivier is een ideale indicator om nakende uitbarstingen van de Katla te voorspellen.
Op 9 juli 2011 veroorzaakte een nieuwe Jökulhlaup dat een twintig jaar oude brug over de Múlakvísl werd weggespoeld. Een waarschuwingssysteem maakte het mogelijk dat de brug een uur tevoren voor het verkeer werd afgesloten, zodat er geen persoonlijke ongelukken plaatsvonden. De ringweg A1 moest vanwege de schade worden afgesloten. Voor 4-wheel-drives is er een omleidingsmogelijkheid via de bergweg Fjallabaksleið nyrðri (Noord). 